# لؤلؤة الكبريت الكبيرة
لؤلؤة الكبريت الكبيرة (الاسم العلمي: Thiomargarita magnifica) هي نوع من بكتيريا متقلبات غاما المؤكسدة للكبريت، والتي تنمو تحت الماء على الأوراق المنفصلة لأشجار المانغروف الأحمر التي تنمو في أرخبيل غوادلوب في جزر الأنتيل الصغرى. هذه البكتيريا تكون على شكل خيوط، وهي أكبر نوع تم أكتشافه من البكتيريا، حيث يبلغ متوسط طولها 10 ملم والبعض قد يصل إلى 20 ملم الأمر الذي يجعلها مرئية للعين المجردة. تم تقديم هذه البكتيريا كنسخة أولية في فبراير 2022، إلى أنها أكتشفت في الأصل في عام 2010 إلا أنه تم التأكد منها وإعلانها في يونيو من عام 2022 من قبل مجموعة علماء فرنسيين.